# Francis Hong Yong-ho
Francis Hong Jong-ho (12. října 1906, Pchjongjang – není známé, jako zemřelý uváděn od června 2013) byl severokorejský římskokatolický duchovní, biskup pchjongjangský.
V roce 2013 byl započat kanonizační proces.

## Život
Francis Hong Yong-ho se narodil 12. října 1906 v Pchjongjangu. Na kněze byl vysvěcen 25. května 1933, na biskupa 24. června 1944.
V roce 1949 byl severokorejským komunistický režimem zatčen; od tohoto roku o něm nejsou žádné zprávy. Pravděpodobně byl umučen v koncentračním táboře, což byl běžný postup režimu vůči duchovním v Severní Koreji.
Až do června 2013, kdy byl uznán jako zemřelý Svatým stolcem, byl uváděn jako biskup pchjongjangský. Protože severokorejský režim neumožňuje fungování církevních organizací na svém území, je úřad pchjongjangského biskupství spravován apoštolským administrátorem (současným administrátorem pchjongjangské diecéze je kardinál Peter Chung Soon-taick).